# Otuwhero River
Der Otuwhero River, in älterer Literatur noch Blind River oder Blind (Otuwhero) River genannt, ist ein Fluss in der Region Marlborough auf der Südinsel von Neuseeland.

## Geographie
Der Otuwhero River entspringt in den Haldon Hills, knapp 1 km  westlich des 740 m hohen Trevors Peak. Nach einer zunächst nördlichen bis nordnordöstlichen Ausrichtung fließt der Otuwhero River in einigen Schleifen für die restlichen zwei Drittel seines rund 28 km langen Flussverlaufes in östliche bis nordöstliche Richtung, bis er rund 5,5 km nördlich von Lake Grassmere/Kapara Te Hau und rund 7 km östlich von Seddon in den Pazifischen Ozean mündet.